# 招商局商業房託
招商局商業房託基金（港交所：1503）是一家在香港上市的房地產信託基金，由招商局蛇口控股分拆而成。
2019年12月，招商局商業房託基金於香港進行公開招股，發售7.5億個基金單位，招股價介乎3.42元至4元港元，集資25.65億元至30億港元。上市時，招商局商業房託基金持有五項位於深圳蛇口的物業，包括新時代大廈、花園城購物中心、科技大廈一、二期及數碼大廈。

嘉華地產持有招商局商業房託基金12.96%權益。信和酒店亦持有招商局商業房託基金約4.96%權益。

## 外部連結
- 招商局商業房託 （页面存档备份，存于）
- 招商局商業房託招股章程 （页面存档备份，存于）